# Börsengesetz (Deutschland)
Das deutsche Börsengesetz (BörsG) ist ein Gesetz zur Regelung des geschäftlichen Verkehrs an der Börse. Das Börsengesetz gilt nur für die Börsen, die als nicht-rechtsfähige, öffentlich-rechtliche Anstalten eingerichtet wurden, und sowohl für Wertpapier- als auch Warenbörsen. Aufgrund dessen hat das Börsengesetz eher verwaltungsrechtlichen als handelsrechtlichen Charakter, auch wenn die Börsen in Trägerschaft von Aktiengesellschaften stehen und die Börsengeschäfte privatrechtlich ausgestaltet sind.
Mit dem Finanzmarktrichtlinie-Umsetzungsgesetz wurde am 1. November 2007 das Börsengesetz durch eine neue Fassung ersetzt.

## Geschichte
Ähnlich wie bei Messen sollen an Börsen regelmäßig Kaufleute am gleichen Ort zusammenkommen, wobei eine Vielzahl von Transaktionen von (abwesenden) Waren, Devisen und Wertpapieren stattfindet.
Auf die immens gestiegene Bedeutung der Börsengeschäfte für die Volkswirtschaft hatte der Gesetzgeber bereits 1896 (siehe Basisdaten) mit einem Börsengesetz reagiert. Darin wurde der Terminhandel für bestimmte Bereiche verboten und für weiterhin zulässige Termingeschäfte ein Börsenterminregister verlangt. Auch wurde ein Differenzeinwand zugelassen, der es dem Verlierer einer Terminwette ermöglichte, das Zahlen der Verluste aus dem Termingeschäft zu verweigern. Dieses Gesetz wurde trotz massiver Proteste der Börsianer erst 1908 abgeschwächt. Im 20. und 21. Jahrhundert hat es mehrfach Änderungen des Börsengesetzes gegeben. Die letzten hatten oftmals eine Deregulierung der Märkte, d. h. eine geringere staatliche Kontrolle, zur Folge.

## Regelungsgehalt
Das Börsengesetz befasst sich zunächst mit der Errichtung und der Aufsicht über die Börsen (§ 1 BörsG). Die Errichtung einer Börse bedarf der Genehmigung, sie untersteht der Aufsicht der Börsenaufsichtsbehörde, als die die oberste Landesbehörde (in der Regel das Wirtschaftsministerium) fungiert. Börsen sind nach der Legaldefinition des § 2 Abs. 1 BörsG teilrechtsfähige Anstalten des öffentlichen Rechts, die multilaterale Systeme regeln und überwachen, welche die Interessen einer Vielzahl von Personen am Kauf und Verkauf von dort zum Handel zugelassenen Wirtschaftsgütern und Rechten innerhalb des Systems nach nicht-diskretionären Bestimmungen in einer Weise zusammenbringen oder das Zusammenbringen fördern, die zu einem Vertrag über den Kauf dieser Handelsobjekte führt. 
Die Börse besteht zwingend aus den Organen Börsengeschäftsführung (§ 15 BörsG), Börsenrat (§ 12 BörsG), Sanktionsausschuss (§ 22 BörsG) und Handelsüberwachungsstelle (§ 7 BörsG). Während die Geschäftsführung die Börse leitet und gerichtlich und außergerichtlich vertritt, überwacht der Börsenrat die Geschäftsleitung. Dem Börsenrat obliegt es ferner, eine Börsenordnung zu erlassen.
Nach § 24 BörsG wird der Börsenpreis ermittelt (Kursfeststellung). 

### Zulassung / Zulassungspflichten
Die §§ 27 ff. BörsG behandeln Zulassungspflichten für Skontroführer und Wertpapiere und deren Emittenten. Seit dem 1. Juni 2012 sind die Haftungsgrundlagen für unrichtige Börsenprospekte im Sinne des Wertpapierprospektgesetzes in den §§ 21 ff. WpPG geregelt. Im Zuge dessen wurden die §§ 44–47 BörsG aufgehoben. Weitere Zulassungsvorschriften für Wertpapiere sind in der Börsenzulassungsverordnung (BörsZulV) geregelt.

### Strafvorschriften
Nach § 49 BörsG wird „mit Freiheitsstrafe bis zu drei Jahren oder […] mit Geldstrafe bestraft, wer entgegen § 26 Abs. 1 BörsG andere zu Börsenspekulationsgeschäften oder zu einer Beteiligung an einem solchen Geschäft verleitet“.
Das Börsengesetz gehört somit zum Nebenstrafrecht. Die Marktmanipulation ist nach §§ 119 und 120 WpHG in Verbindung mit der Marktmissbrauchsverordnung, der Kapitalanlagebetrug nach § 264a StGB strafbar.

### Weitere Ordnungsvorschriften
Für andere Verstöße gegen das BörsG sind Bußgeldvorschriften erlassen (§ 50 BörsG). Übergangsregelungen finden sich in § 52 BörsG.